# Тимбакион

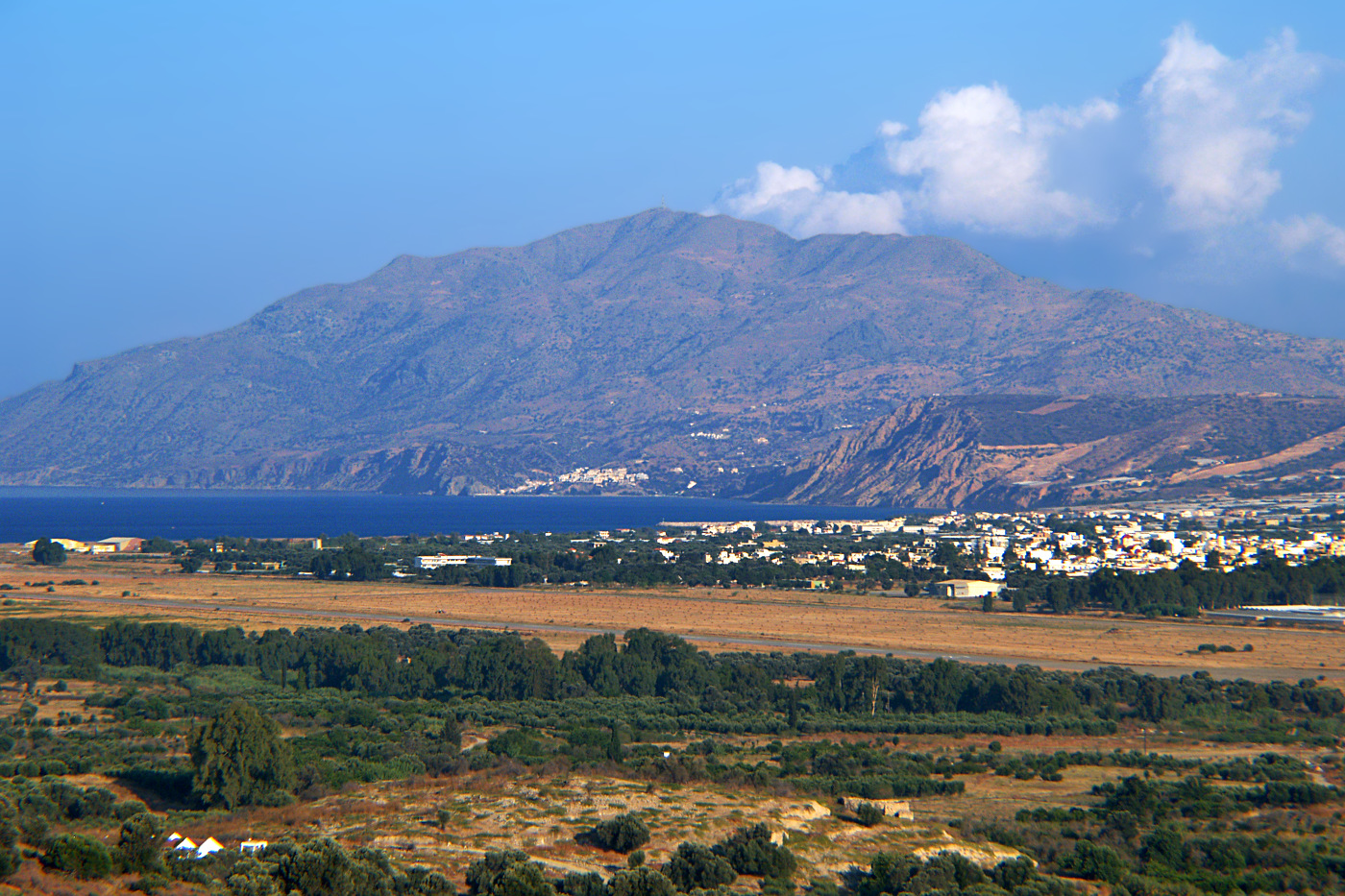
Вид на город.

Тимба́кион (греч. Τυμπάκιον) — малый город в Греции на юге Крита на побережье залива Месара Ливийского моря в 11 километрах к западу от Мире. Исторический центр общины (дима) Фестос в периферийной единице Ираклион в периферии Крит. Население 5285 человек по переписи 2011 года.

## География
Находится на правом берегу реки Еропотамос на равнине Месара.

## Экономика
В 2005 году стали известны планы властей о строительстве здесь гавани и свободной экономической зоны, однако четыре года спустя проект был свёрнут, в том числе, из-за сильного недовольства местного населения.
В городе есть аэропорт (ИКАО: LG54).

## Культура
В городе находится Критский этнографический музей, основанный в 1973 году. Его экспозиция рассказывает об истории народов Крита. Недалеко от Тимбаки расположены руины древнего города Фест.

## Общинное сообщество Тимбаки
В общинное сообщество Тимбаки входят три населённых пункта. Население 5746 жителей по переписи 2011 года. Площадь 27,61 квадратных километров.
| Наименование   | Население (2011), человек |
| -------------- | ------------------------- |
| Афратьяс       | 35                        |
| Кокинос-Пиргос | 426                       |
| Тимбаки        | 5285                      |

## Население
| Год  | Население, человек |
| ---- | ------------------ |
| 1991 | 5044               |
| 2001 | 5077               |
| 2011 | ↗ 5285             |